# Problema de Waring
El problema de Waring es un famoso problema de teoría de números. Fue propuesto por Edward Waring en 1779 en su obra Meditationes Algebraicae. Waring enunció, sin demostrar, que todo número natural puede expresarse como suma de no más de cuatro cuadrados o 9 cubos o 18 cuartas potencias...; en general, de s potencias k-ésimas positivas. La conjetura fue demostrada por primera vez en 1909 por David Hilbert conociéndose actualmente como el teorema de Hilbert-Waring.
El problema de Waring tiene su propia clasificación en matemáticas, "El problema de Waring y variantes."

## El númerog(k)
Para todo k, denotamos g(k) el mínimo número s de k potencias necesitadas para representar todos los enteros. Note que tenemos que g(1) = 1. Por medio de algunos cálculos vemos que 7 requiere 4 cuadrados, 23 requiere 9 cubos, y 79 requiere 19 potencias de a cuatro; estos ejemplos muestran que g(2) ≥ 4, g(3) ≥ 9, y g(4) ≥ 19. La conjetura de Waring dicen que estos valores son los mejores posibles.
El teorema de los cuatro cuadrados de Lagrange, dado en 1770, establece que todo número natural es la suma de al menos 4 cuadrados; dados que tres no son suficientes, este teorema establece que g(2) = 4. El teorema de los cuatro cuadrados de Lagrange fue conjeturado en la edición de Bachet del libro Aritmética de Diofanto en 1621; Fermat obtuvo una prueba, pero no la publicó
Con los años se obtuvieron varios comportamientos asintóticos, usando sofisticadas técnicas de incremento y técnicas complejas de prueba. Por ejemplo,  Liouville mostró que g(4) es a lo sumo 53. Hardy y  Littlewood mostraron que números suficientemente grandes son la suma de al menos 19 potencias de a cuatro.
g(3) = 9 fue establecido de 1909 a 1912 por Wieferich y A. J. Kempner, g(4) = 19 en 1986 por R. Balasubramanian, F. Dress, y J.-M. Deshouillers, g(5) = 37 en 1964 por Chen Jingrun, y g(6) = 73 en 1940 por Pillai.
Euler conjeturó que, con [x] y {x} denotando la parte entera y la parte fraccionaria de x respectivamente, g (k)=2k+[(3/2)k]-2. Después el trabajo de Dickson, Pillai, Rubugunday y Niven expandieron esta idea, y ahora, con un poco de ambigüedad, todos los valores de g son conocidos:
g (k)=2k+[(3/2)k]-2   si   2k{(3/2)k}+[(3/2)k]≤ 2k
g (k)=2k+[(3/2)k]+[(4/3)k]-2   si   2k{(3/2)k}+[(3/2)k]>2k   y   [(4/3)k][(3/2)k]+[(4/3)k]+[(3/2)k]=2k
g (k)=2k+[(3/2)k]+[(4/3)k]-3   si   2k{(3/2)k}+[(3/2)k]>2k   y   [(4/3)k][(3/2)k]+[(4/3)k]+[(3/2)k]>2k.
(Este [(3/2)k] es la forma corta y usual de escribir "la parte entera de (3/2)k", y {(3/2)k} = (3/2)k - [(3/2)k].)
Se ha conjeturado que 2k{(3/2)k}+[(3/2)k]>2k, el cual se ha mostrado para algunos valores finitos de k por Mahler, de hecho nunca ocurre. Si la conjetura es cierta, este intuye que   g (k)=2k+[(3/2)k]-2   para cada entero positivo k. la conjetura se ha verificado para valores pequeños de k. Los primeros valores de la conjetura para los cuales se ha probado son 1, 4, 9, 19, 37, 73, 143, 279, 548, 1.079, 2.132, 4.223, 8.384, 16.673, 33.203, 66.190, 132.055 ... son listados en Sloane (sucesión A002804 en OEIS).

## El númeroG(k)
Del trabajo de Hardy y Littlewood, g(k) es convertido en G(k), el cual es definido como el menor entero s tal que para todo entero suficientemente grande (todo entero más grande que una constantes) puede ser representado como las suma de al menos s kesimas potencias de enteros positivos. Es fácil mirar que G(2)≥ 4 dado que todo entero congruente a 7 módulo 8 no puede ser representado como suma de tres cuadrados. Dado que G(k) ≤ g(k) para todo k, esto muestra que G(2) = 4. Davenport mostró que G(4) = 16 en 1939, demostrando que cualquier número grande congruente a 1 o 14 mod 16 puede ser escrito como suma de 14 potencias de a cuatro (Vaughan en 1985 redujo el término de 14 a 13). El valor exacto de G(k) es desconocido para cualquier k, pero para estas existen comportamientos asintóticos.

### Comportamientos asintóticos por abajo deG(k)
El número G(k) es más grande o igual a:
2r+2 si k=2r con r ≥ 2, o k=3·2r;
pr+1 si p es un primo más grande que 2 y k=pr(p-1);
(pr+1-1)/2 si p es un primo más grande que 2 k=pr(p-1)/2;
k + 1 para todos los enteros k más grande que 1.
En la ausencia de restricciones de la congruencia, el argumento de densidad de G (k) puede ser igual a k+1.

### Comportamientos asintóticos por arriba deG(k)
Los siguientes comportamientos por arriba son conocidos (G(k) es menor que...):
```
k
          3   5   6   7   8   9  10  11  12  13  14   15   16   17   18   19   20

G
(
k
) ≤     7  17  21  33  42  50  59  67  76  84  92  100  109  117  125  134  142
```

G(3) es al menos 4 (dado que los cubos son congruentes a 0, 1 o -1 mod 9); 1.290.740 es el último número menor que 1.3×109 y requiere seis cubos, y el número entre N y 2N requiere 5 cubos el cual decrece a medida que aumenta N hace creer que G(3)=4; el número más grande conocido como la suma de cuatro cubos es 7.373.170.279.850, y el autor da argumentos razonables por el cual puede ser el más grande posible.
13.792 es el número más grande que requiere 17 potencias de a cuatro (Deshouillers, Hennecart y Landreau mostraron en 2000 que cualquier número entre 13793 y 10245 requiere al menos 16, y Kawada, Wooley y Deshouillers en 1939 extendieron el resultado al mostrar que cualquier número superior a 10220 no requiere más de 16). 16 potencias de cuatro son siempre necesitadas para escribir un número de la forma 31·16n.
617.597.724 es el último número menor que 1.3×109 el cual requiere 10 potencias de cuatro, y 51.033.617 el último número menor que 1.3×109 el cual requiere 11.
Mejorando este resultado Hardy-Littlewood, I. M. Vinogradov mostraron que
{\displaystyle G(k)\leq k(3\log k+11).}
T. D. Wooley estableció el comportamiento asintótico por abajo, en notación O-Grandre,
{\displaystyle G(k)\leq k\log k+k\log \log k+O(k).} (Véase para la prueba.)

## Textos
- W. J. Ellison: Waring's problem. American Mathematical Monthly, volume 78 (1971), pp. 10-36. Survey, contiene la fórmula precisa para g(k), una versión simplificada de la prueba de Hilbert.
- Hans Rademacher y Otto Toeplitz, The Enjoyment of Mathematics (1933) (ISBN 0-691-02351-4). Contiene la prueba del teorema de Lagrange, asequible a estudiantes universitarios.